# 이건율
이건율(1989년 ~ )은 대한민국의 가수이다.

## 학력
- 대불대학교
- 상명대학교 문화기술대학원 뮤직테크놀러지학과 석사과정 재학